# Лепляне

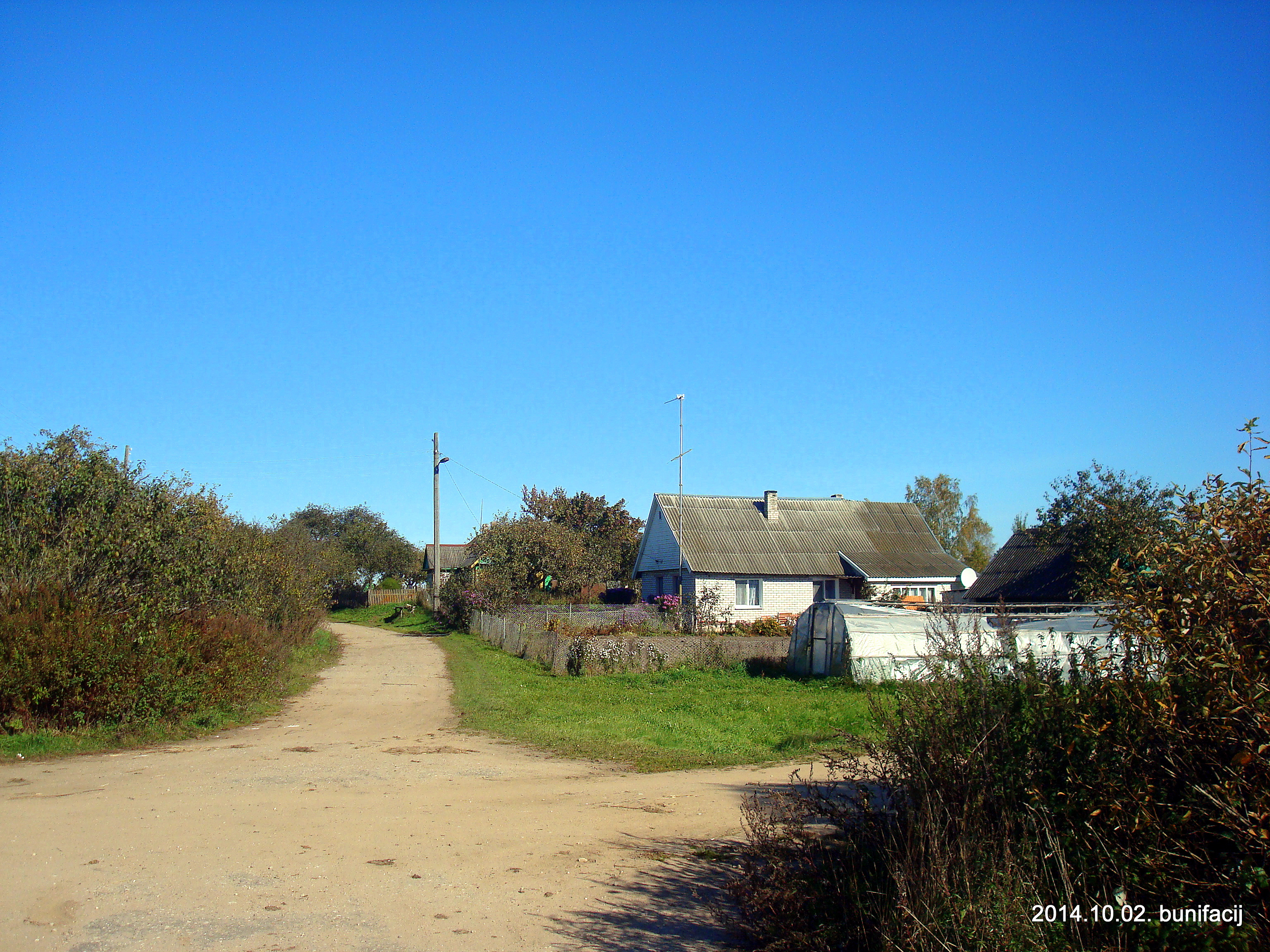
Деревня

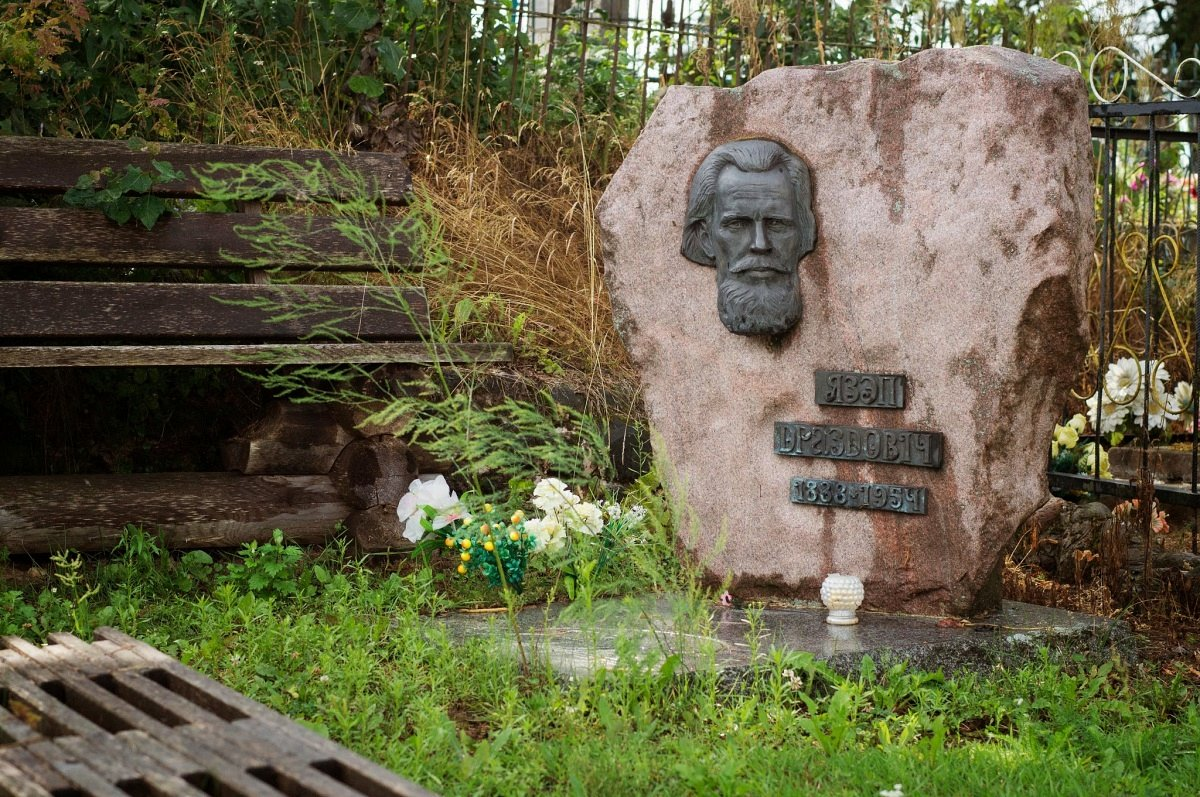
Могила Язепа Дроздовича

Лепляне (бел. Ліпляні) — деревня в Глубокском районе Витебской области Белоруссии, в Подсвильском сельсовете. Население — 12 человек (2019).

## История
В 1921—1945 годах деревня в составе гмины Голубичи Виленского воеводства Польской Республики.

## География
Деревня находится в 6 км к юго-востоку от посёлка Подсвилье и в 23 км к востоку от райцентра, города Глубокое. Лепляне примыкают с востока к деревне Малые Давыдки, связаны местными дорогами с Подсвильем и окрестными деревнями. Ближайшая ж/д станция в Подсвилье (линия Полоцк — Молодечно). В трёх километрах к востоку от Леплян протекает река Шоша, бассейн Дисны.

## Насельніцтва
- 1921 год — 131  жителей, 28 домов[3].
- 1931 год — 199  жителей, 32 дома[4].

## Достопримечательности
- Могила Язепа Дроздовича, белорусского художника. В 1982 году на могиле установлена стела с барельефом[5] —  Историко-культурная ценность Республики Беларусь, шифр 213Д000942